# South Cliff Lift

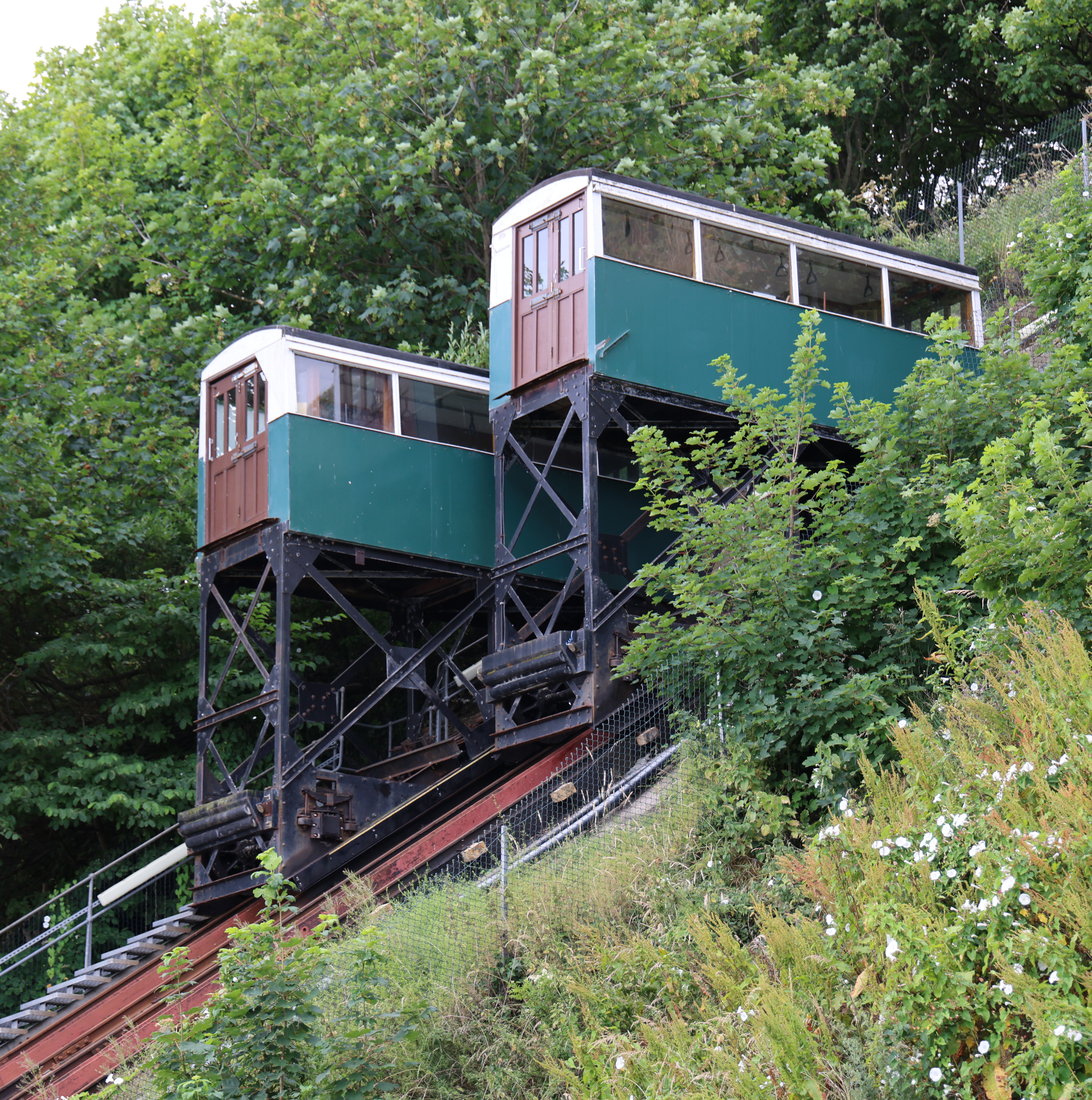
South Cliff Lift in Scarborough

Der South Cliff Lift ist eine von fünf Standseilbahnen in der englischen Stadt Scarborough. Er war die erste in Großbritannien in Betrieb genommene Standseilbahn.

## Geschichte und Beschreibung
Mit der Standseilbahn sollte das am Strand gelegene Kurhaus Scarborough Spa mit der oberhalb gelegenen South Cliff Esplanade verbunden werden. Zu diesem Zweck wurde 1873 die Scarborough South Cliff Tramway Company Limited gegründet. Entwurf und Bauaufsicht oblagen William Lucas, ausführendes Unternehmen war Crossley Brothers aus Manchester. Die Baukosten beliefen sich auf 8000 £. Auf zwei parallelen Gleisen mit einer Spurweite von 1435 mm wird ein Höhenunterschied von 43 m bewältigt. Sie sind 87 m lang, die Steigung beträgt 57 %.
Die beiden ursprünglichen Wagen baute Metropolitan Carriage in Birmingham. Sie wiesen je 14 Sitzplätze auf und waren über ein an der Bergstation umlaufendes Kabel miteinander verbunden. Da die Bahn als Wasserballastbahn in Betrieb ging, wiesen sie unter der Kabine Wassertanks auf. Das Wasser wurde in den Tank des an der Bergstation stehenden Fahrzeugs gepumpt, bis das Gleichgewicht mit dem Wagen in der Talstation erreicht war. Dann setzten sich die Wagen in Bewegung, diese wurde von einem Bremser in der Bergstation kontrolliert. Sie begegneten sich auf halber Höhe und kamen gleichzeitig in der jeweiligen Zielstation an. In der Talstation leerte der dortige Wagen seinen Tank, und das Wasser wurde mittels Gasmotoren wieder zur Bergstation gepumpt.
Am 6. Juli 1875 wurde die Bahn eröffnet, an jenem Tag nutzten 1400 Fahrgäste die Bahn. Sie rief goßes Interesse hervor und war Muster für weitere in Großbritannien gebaute Standseilbahnen, darunter North Cliff Lift, Queens Parade Cliff Lift, St Nicholas Cliff Lift und Central Cliff Lift in Scarborough. Im Jahr 1879 wurden die Gasmotoren durch Dampfmaschinen ersetzt. 1888 befördert die Bahn jährlich 250.000 Personen, in der Saison 1945/46 wurde die bislang höchste Zahl mit 1,2 Millionen Fahrgästen erreicht.
Für eine Generalüberholung war die Anlage in den Jahren 1934/35 außer Betrieb. Der Wasserballastantrieb wurde durch Elektromotoren ersetzt, zwei neue Fahrzeuge traten an die Stelle der bisherigen. 1993 erwarb der Scarborough Borough Council die Bahn, 1997 wurde sie auf vollautomatischen Betrieb umgestellt. Im Frühjahr 2007 wurden die Schienen und Schwellen erneuert und die Fahrzeuge für einen leichteren Zugang umgebaut.

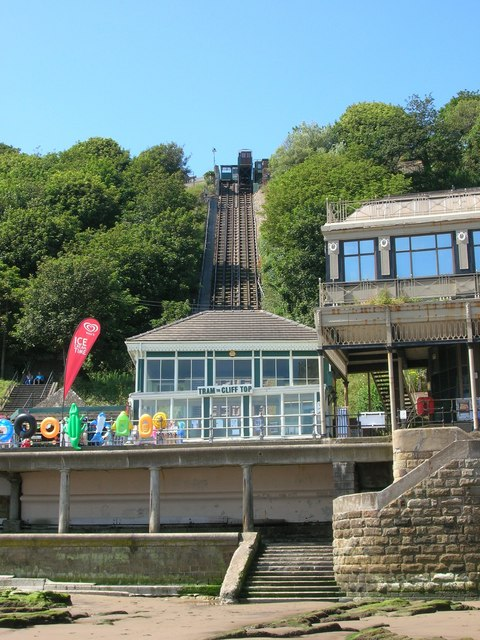
Talstation und Strecke
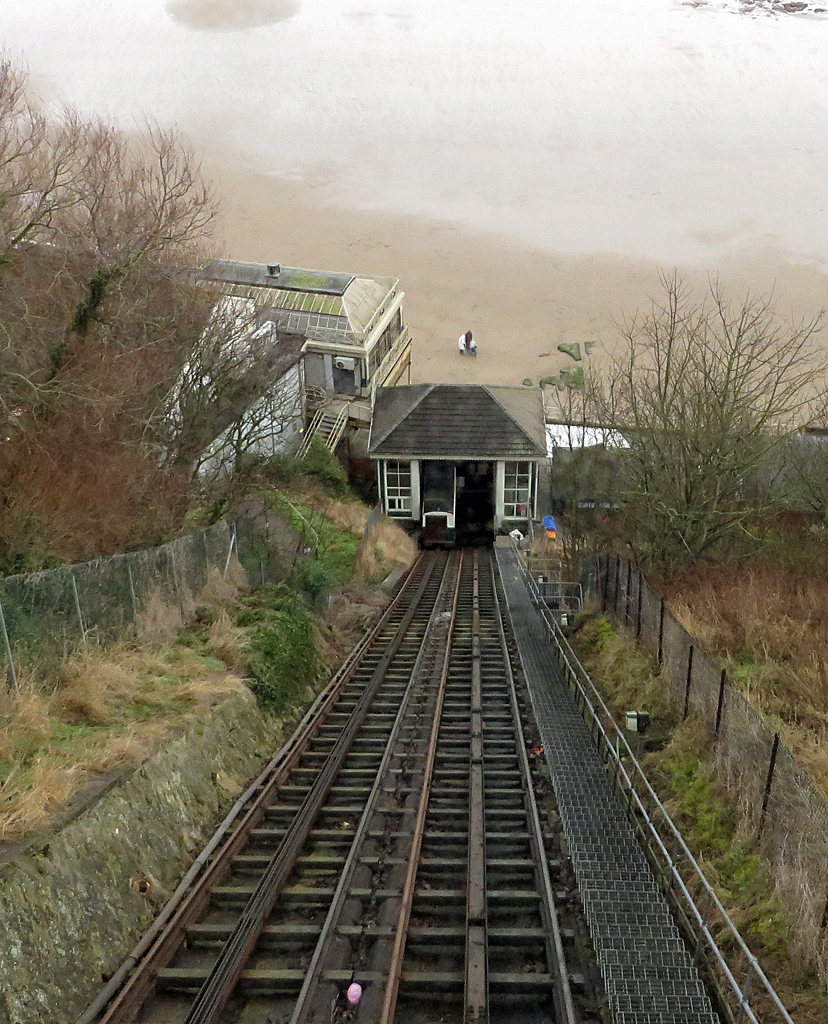
Blick von der Berg- auf die Talstation
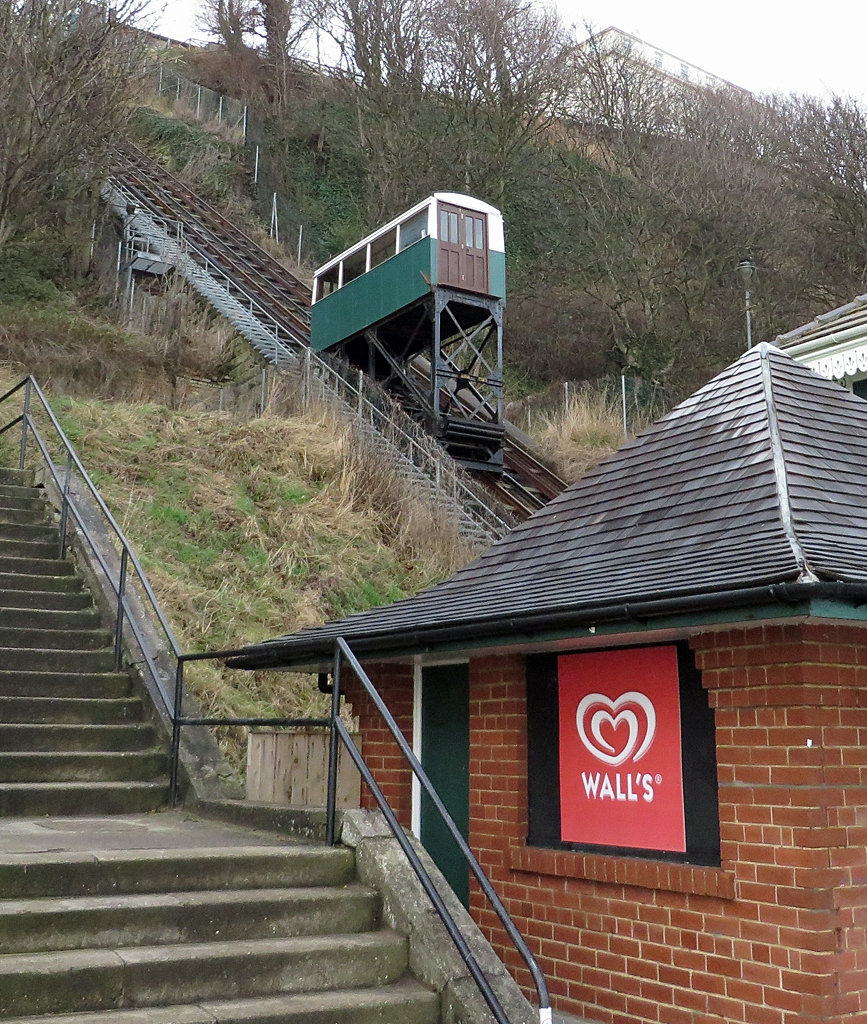
Fahrzeug oberhalb der Talstation
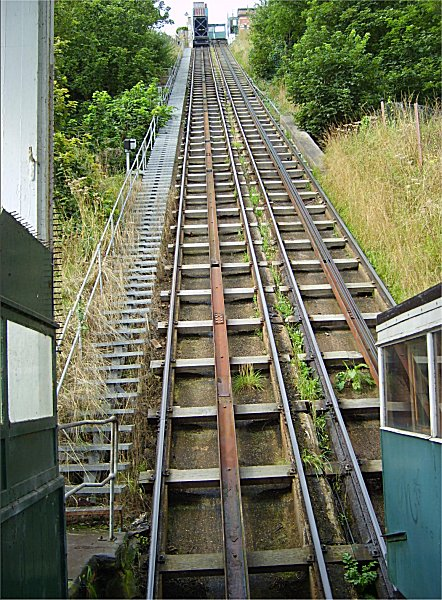
Führung des Seils zwischen den Schienen
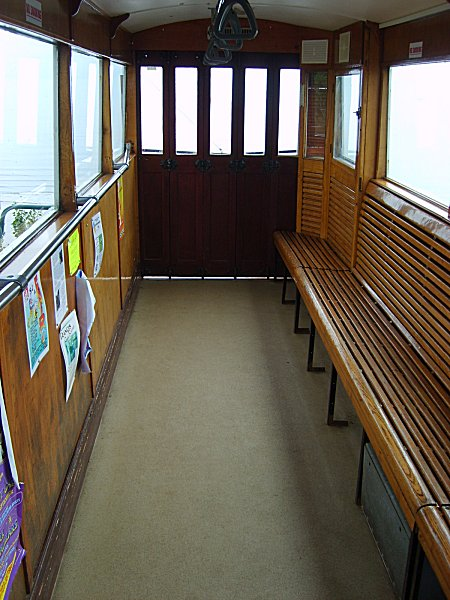
Wageninneres